# Sofie Holten

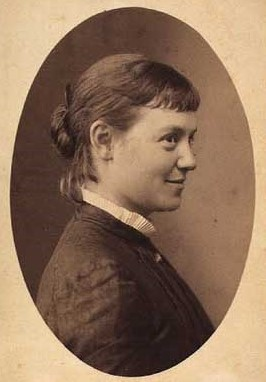
Sophie Holten, circa 1883–1888. Fotograf Johan Møller

Anna Marie Johanne Sophie Holten (* 12. August 1858 in Næstved, Dänemark; † 5. Juni 1930, Roskilde, Dänemark) war eine dänische Malerin. Sie schuf Porträts, Blumenbilder und Genrebilder und ist insbesondere für ihre Porträts von August Strindberg und Lauritz Andersen Ring bekannt. Sie engagierte sich auch in der Sozialarbeit und im Feminismus.

## Leben und Werk

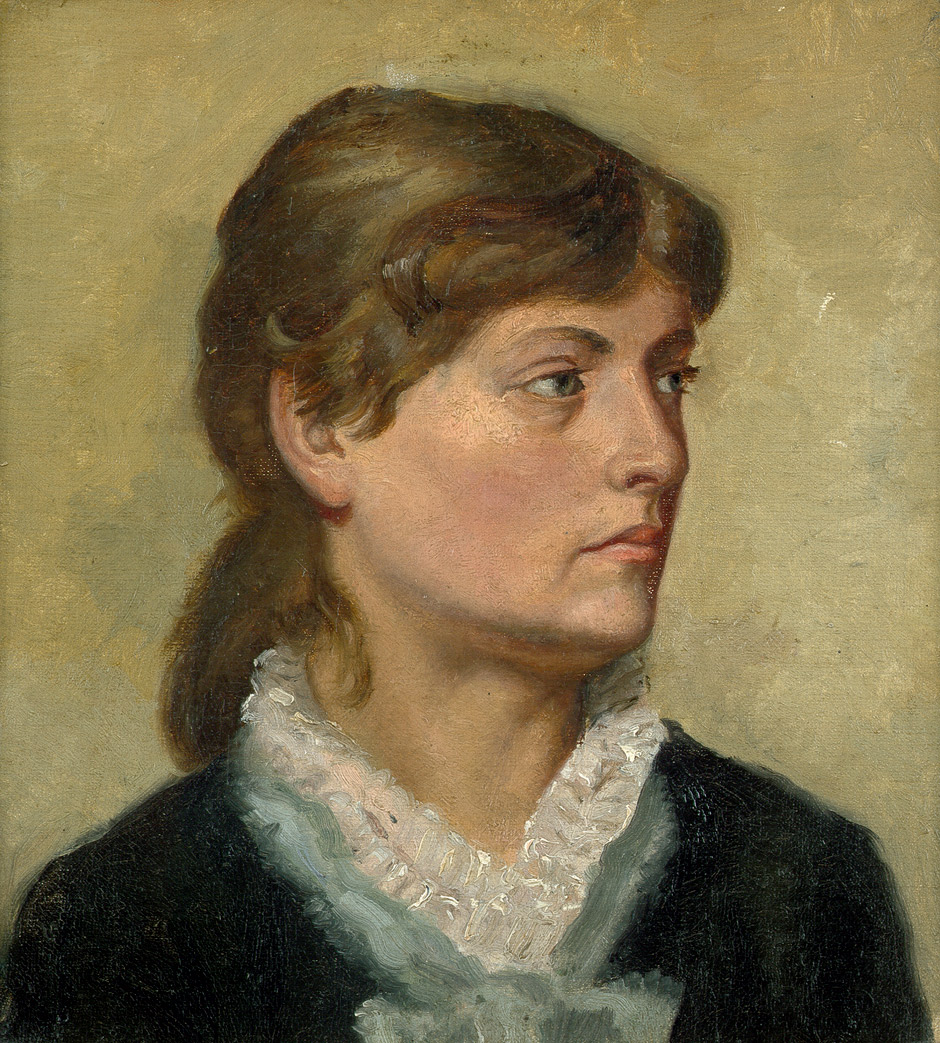
Porträt Sophie Holten von Otto Bache

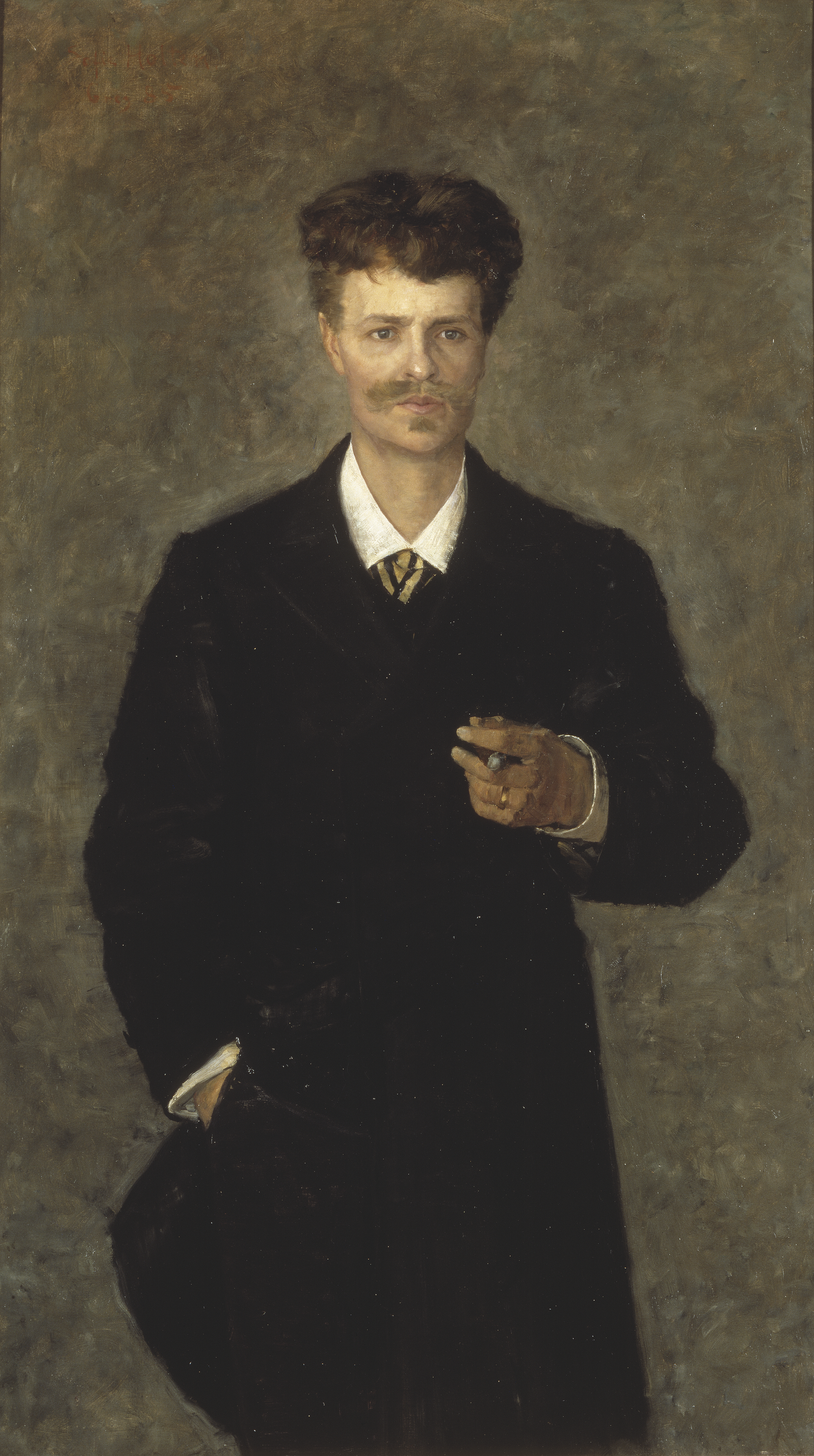
August Strindberg, Gemälde von Sofie Holten, 1885. Schwedisches Nationalmuseum

Holten war die Tochter des Gemeindepfarrers Hans Nicolai Holten (1829–71) und seiner Frau Marenstine Smith (1830–1913). Gemeinsam mit Elise Konstantin-Hansen erhielt sie Privatunterricht bei Christen Dalsgaard in Sorø und später bei Carl Thomsen in Kopenhagen. Darüber hinaus belegte sie von 1875 bis 1876 einen Lehrerinnenkurs an der N. Zahles Skole und lieferte drei Jahre lang Zeichnungen für das Stickereigeschäft, das Kristiane Konstantin-Hansen gemeinsam mit Johanne Bindesbøll betrieb.
1879 reiste sie nach Paris, wo sie Unterricht bei Felix Barrias und Alfred Stevens erhielt. Sie eignete sich den modernen Malstil der Zeit an und lernte zeittypische Darstellungen des Alltagslebens zu malen. Nach ihrer Rückkehr nach Dänemark gab sie 1883 ihr Debüt auf der Frühjahrsausstellung in Charlottenborg. Mit der Schriftstellerin Marie David reiste sie bald darauf erneut nach Frankreich, begleitet von Elise Konstantin-Hansen. Zu dem Kreis gehörten auch Edma Frølich Stage, Tochter des dänischen Malers und Illustrators Lorenz Frølich, sowie Holtens spätere Schwägerin Suzette Holten. Im Winter 1886/87 lebten sie in Grèz-sur-Loing bei Fontainebleau südlich von Paris, einem Treffpunkt insbesondere schwedischer Künstler. Hier malte Holten 1886 ein großes Porträt des schwedischen Schriftstellers und Dramatikers August Strindberg, das später vom Nationalmuseum in Stockholm erworben wurde.
1886 lernte sie in Paris den ersten Direktor der Sammlung Hirschsprung Emil Hannover kennen. Sie wurden später enge Freunde und waren beide Mitglieder der sogenannten „Clique“, zu der auch Johan Rohde, Rasmus Christiansen sowie Agnes und Harald Slott-Møller gehörten. Die Gruppe war stark an den Veränderungen beteiligt, die um die Jahrhundertwende in der dänischen Kunstszene stattfanden. Auch Holtens Briefwechsel mit Hannover ist geprägt von den künstlerischen Diskussionen, die die Künstler der Zeit beschäftigten.
Bis 1904 stellte sie weiterhin auf der Frühjahrsausstellung in Charlottenborg aus und war auf großen offiziellen Ausstellungen in Dänemark und im Ausland vertreten, ebenso wie 1886 auf dem Salon in Paris und 1893 auf der Weltausstellung in Chicago.
In den späten 1880er Jahren begann sie Rezensionen über Künstlerinnen in der Zeitschrift Kvinden og Samfundet der Dänischen Frauengesellschaft (DK) zu schreiben. 1890 hielt sie in Dänemark einen Vortrag über die damalige und heutige Kleiderordnung und war eine leidenschaftliche Verfechterin der sogenannten Reformkleidung, die die Frauen von den einengenden Fesseln der konventionellen Kleidung befreien sollte.
Gleichzeitig begann sie Kunstgeschichte, insbesondere mittelalterliche bildende Kunst, zu studieren. 1895 war sie bei der Organisation der Frauenausstellung 1895 engagiert und half 1894 und 1895 beim Sammeln von Objekten für die Ausstellung. Sie und die Vizepräsidentin der Ausstellung, Emma Gad, hatten die Idee, ein Frauengebäude zu errichten, und die Gewinne der Ausstellung wurden als Startkapital zurückgelegt. Gemeinsam mit der Frauenrechtlerin Charlotte Norrie reiste Holten durch Dänemark, sprach über die Pläne und sammelte Geld für den Bau, der erst 1936 verwirklicht wurde. 1899 wurde die Frauenküche eröffnet. Es handelte sich um eine Institution nach französischem und englischem Vorbild, die selbstständig tätigen Frauen einen geschützten Ort zum Essen bot. Holten übernahm die Geschäftsführung.
1895 lernte Holten im Kunstgeschichtsunterricht die 13 Jahre jüngere Baronin Erika Rosenørn-Lehn, genannt Erikke, kennen. Im folgenden Jahr reiste sie mit ihr und einigen anderen Frauen nach Italien, und im Sommer 1897 lebte Holten mehrere Monate auf dem Gut Hvidkilde in der Nähe von Svendborg. Hier erhielt sie den Auftrag den Vater ihrer Freundin Rosenørn-Lehn zu porträtieren. 1898 begleitete sie Rosenørn-Lehn nach England, wo diese Archäologie studieren wollte, und setzte ihr Studium der Kunstgeschichte und Geschichte fort. Holtens Auseinandersetzung mit der Kulturgeschichte des Mittelalters und die starke Prägung durch die anglikanische Kirche gaben beiden Frauen Anlass, ihre Zugehörigkeit zur evangelisch-lutherischen Kirche zu reflektieren.
Im Frühjahr 1900 reisten sie und Rosenørn-Lehn zu einer Studienreise nach Griechenland und besuchten auf dem Rückweg Assisi in Italien. Nach einem weiteren Aufenthalt in London, wo sie mit ihrer 1900 adoptierten Nichte wohnten, lebten sie in Assisi. Dort kauften sie ein Haus und gehörten einige Jahre lang zu den Dänen, die nach dem Vorbild des zum Katholizismus konvertierten Autors Johannes Jørgensen dort lebten.
1908 zog Holten mit Rosenørn-Lehn und ihrer Adoptivtochter zurück nach Dänemark nach Roskilde, wo sie sich hauptsächlich der Kirchenmalerei widmete. Sie gestaltete dort für die St. Laurenti-Kirche ein Altarbild und eine dazugehörige Baldachindekoration.

## Radierungen (Auswahl)

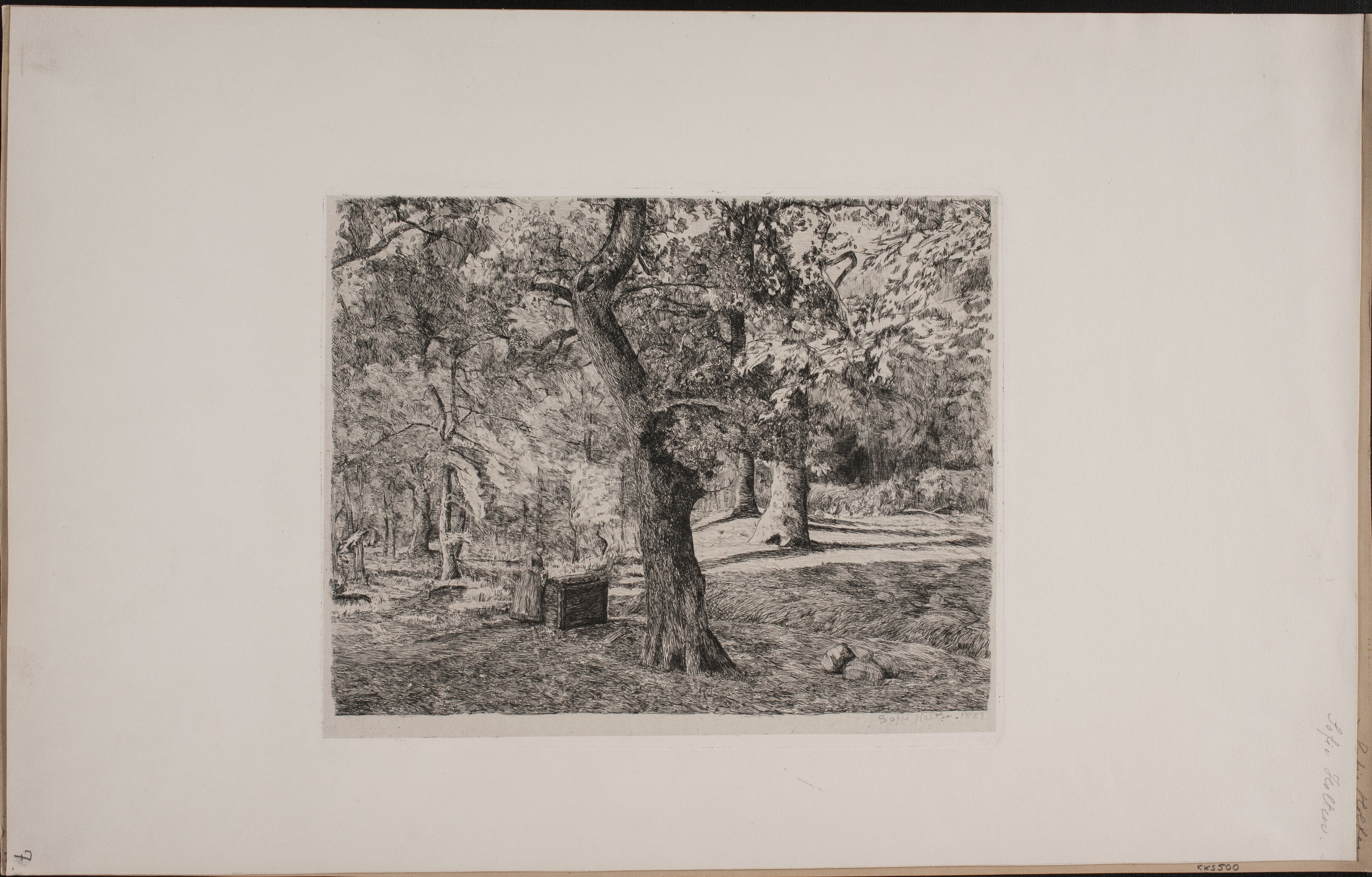
Brønd i skoven, 1889
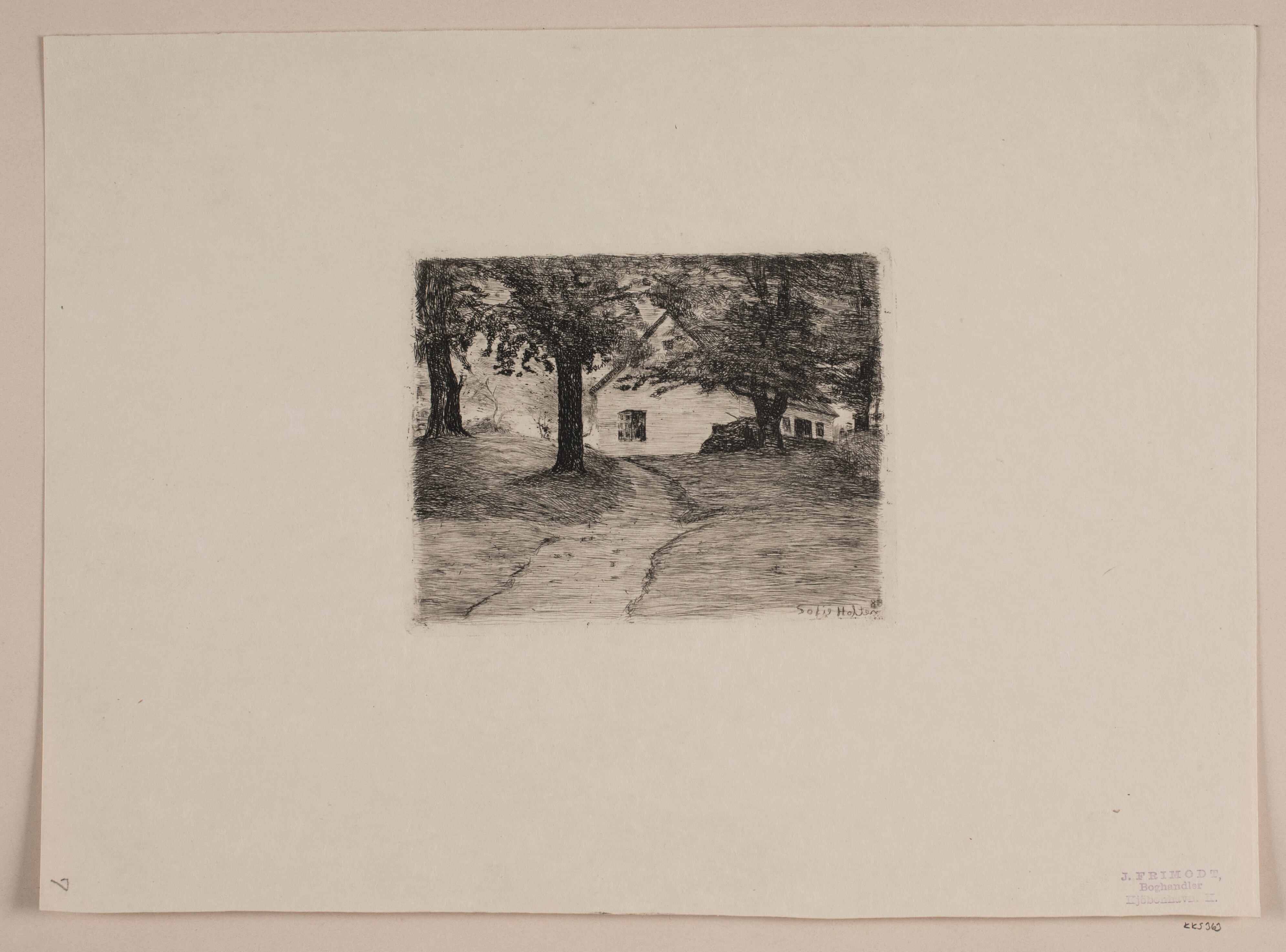
Landskab med hus bag store træer, 1888
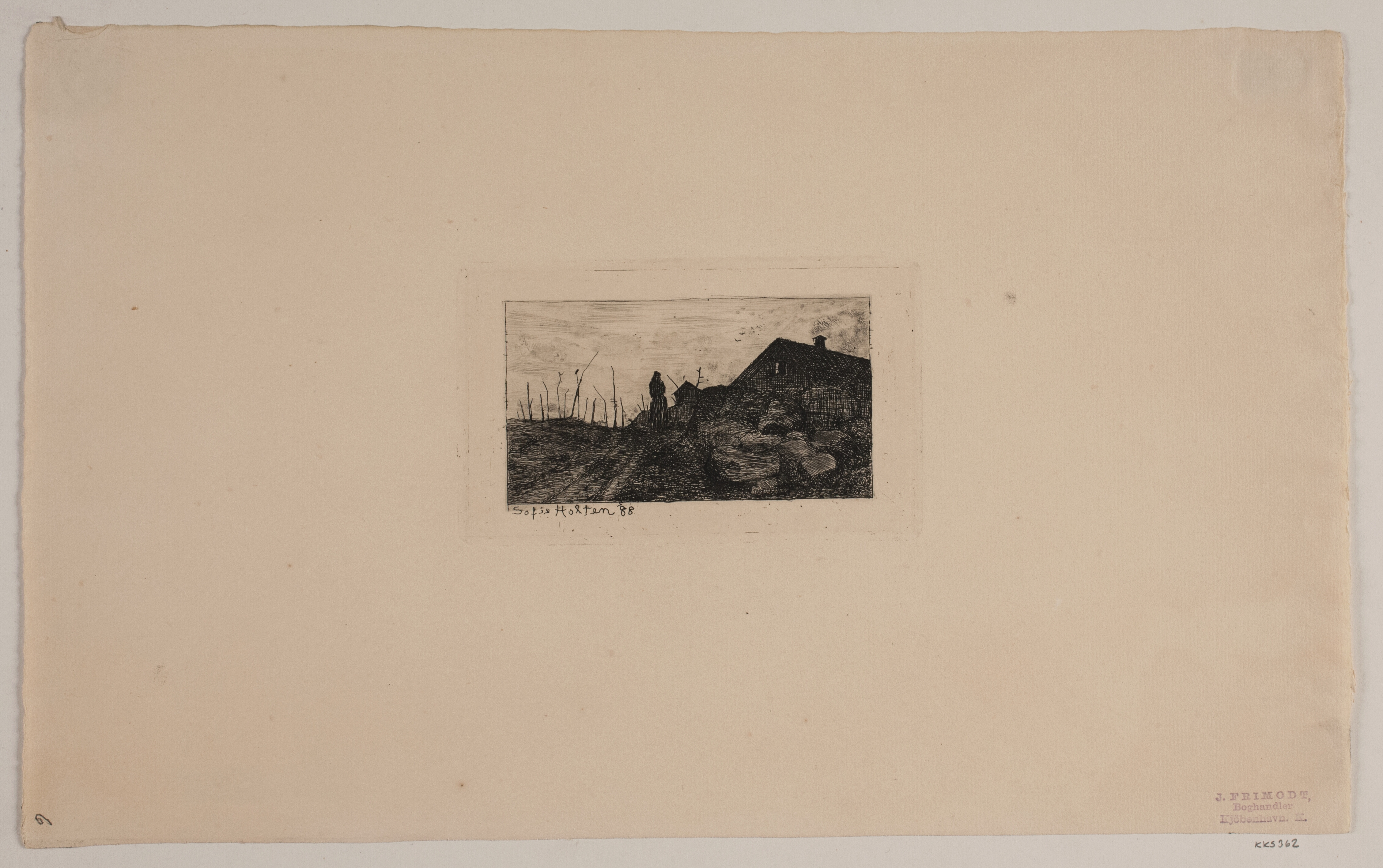
Landskab med huse, 1888
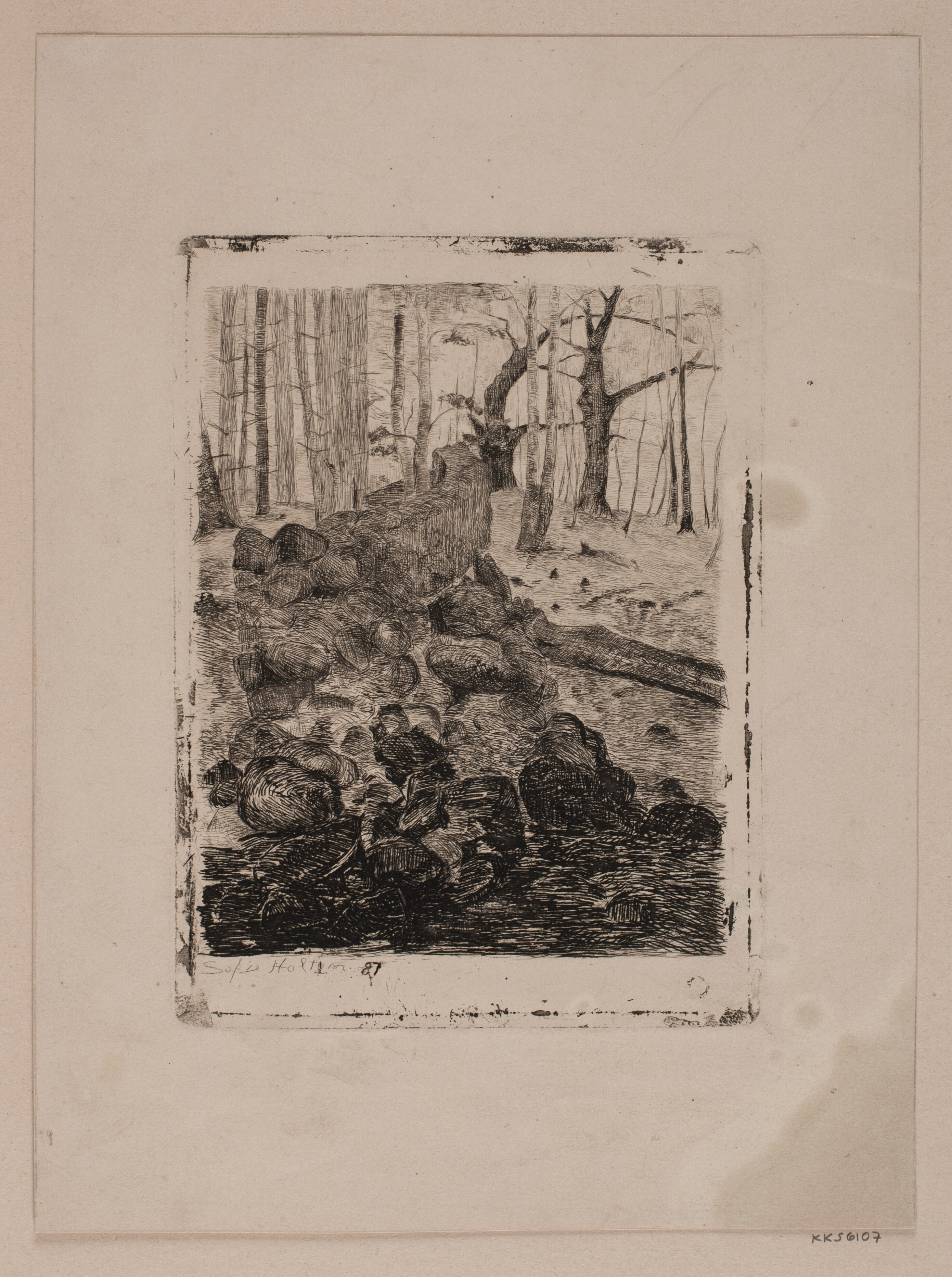
Store sten i skoven, 1887
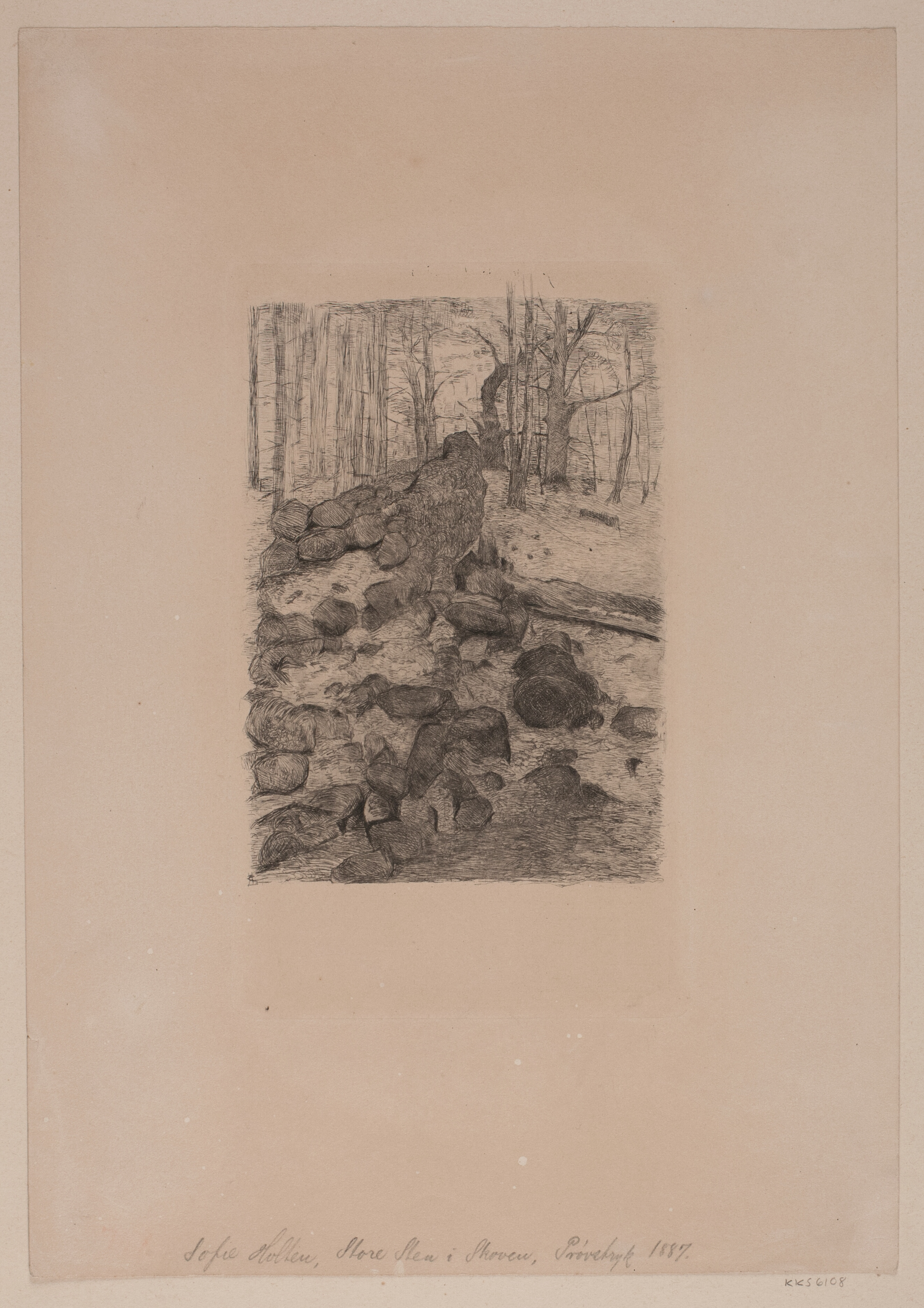
Store sten i skoven, 1887

## Ehrungen
- 1929: Pro Ecclesia et Pontifice[8]